# Kébémer
Kébémer – miasto w Senegalu, w regionie Louga. Według danych szacunkowych na rok 2007 liczy 17 231 mieszkańców.